# ديزموند ليم
ديزموند ليم (بالإنجليزية: Desmond Lim)‏ هو سياسي سنغافوري، ولد في 1968. حزبياً، نشط في Singapore People's Party ‏.